# The Ultimate Fighter 3 Finale
The Ultimate Fighter: Team Ortiz vs. Team Shamrock Finale fue un evento de artes marciales mixtas celebrado por Ultimate Fighting Championship el 24 de junio de 2006 en el Hard Rock Hotel and Casino, en Paradise, Nevada, Estados Unidos.

## Historia
Destacados fueron la final de The Ultimate Fighter 3, tanto en el peso medio como en el peso semipesado, así como un evento principal entre Kenny Florian y Sam Stout.
Durante el evento Randy Couture fue incluido en el salón de la fama de UFC y el regreso de Jens Pulver fue anunciado.

## Resultados

### Tarjeta preliminar
- Peso semipesado: Mike Nickels vs. Wes Combs

Nickels derrotó a Combs vía sumisión (rear-naked choke) en el 3:10 de la 1ª ronda.
- Peso semipesado: Matt Hamill vs. Jesse Forbes

Hamill derrotó a Forbes vía TKO (golpes) en el 4:47 de la 1ª ronda.
- Peso medio: Luigi Fioravanti vs. Solomon Hutcherson

Fioravanti derrotó a Hutcherson vía KO (golpe) en el 4:15 de la 1ª ronda.
- Peso medio: Kalib Starnes vs. Danny Abbadi

Starnes derrotó a Abbadi vía sumisión (rear-naked choke) en el 2:56 de la 1ª ronda.
- Peso medio: Rory Singer vs. Ross Pointon

Singer derrotó a Pointon vía sumisión (triangle choke) en el 0:44 de la 1ª ronda.

### Tarjeta principal
- Peso semipesado: Keith Jardine vs. Wilson Gouveia

Jardine derrotó a Gouveia vía decisión (unánime) (29-28, 29-28, 29-28).
- Peso medio: Kendall Grove vs. Ed Herman

Grove derrotó a Herman vía decisión (unánime) (29-28, 29-28, 29-28) para convertirse en el ganador de The Ultimate Fighter 3 de peso medio.
- Peso semipesado: Michael Bisping vs. Josh Haynes

Bisping derrotó a Haynes vía TKO (golpes) en el 4:14 de la 2ª ronda para convertirse en el ganador de The Ultimate Fighter 3 de peso semipesado.
- Peso ligero: Kenny Florian vs. Sam Stout

Florian derrotó a Stout vía sumisión (rear-naked choke) en el 1:46 de la 1ª ronda.

## Premios extra
Los siguientes peleadores recibieron los tradicionales premios extra:
- Pelea de la Noche: Kendall Grove vs. Ed Herman
- KO de la Noche: Luigi Fioravanti
- Sumisión de la Noche: Kenny Florian y Rory Singer